# Општa болницa Алексинац
Општa болницa Алексинац  је здравствена установа у систему здравства Србије на подручју Нишавског управног округа која здравствену делатност обавља на секундарном нивоу здравствене заштите, који обухвата специјалистичко-консултативну и болничку здравствену делатност.

## Положај
Опште болнице се налази у улици Момчила Поповића 144, у Алексинцу, граду и седишту истоимене општине, којој гравитира око 80.000 становника општина Алексинац, Сокобања и Ражањ, у Нишавском управном округу. Сам град Алексинац је према попису из 2011. године имао 16.685 корисника здравствене заштите. 
Болница, која се за терцијални ниво здравствене заштите ослања  на Клиничког центра у Нишу, удаљена је јужно од њега око 30 километара  ауто-путем Ниш - Београд.

## Историја
Алексинац је ослобођен од турског ропства 1833. године када се налазио у саставу Ражањске нахије. Хатишерифом из 1833. године тадашњем Београдском пашалуку припојено је шест нахија, па се тако Алексинац нашао у Србији за време владавине Књаза Милоша Обреновића. Сам Књаз Милош је веома заслужан за будући развој Алексинца. Иако је био неписмен, Књаз Милош је био изузетан државник са погледом у будућност и говорио је: „Ја сам науман, ако бог да да у Србији направим две капије – једну у Београду према Ћесарској (Аустрији), а другу у Алексинцу према Турској.” И заиста на позив Књаза Милоша, у Алексинац је стигао аустријски архитекта Франц Јанке и 1839. године направио урбанистички план за град, први урбанистички план у овом делу Србије.
Овакав статус Алексинца као граничног града довео је до његовог општег напретка јер су у њему биле смештене разне државне установе. Најзначајнија од њих био је такозвани Карантин у коме су путници из Турске, Грчке, Македоније и Старе Србије, који су се кретали према Европи, били обавезни да у њему проведу 40 дана, а све у циљу откривања заразних болести које су у то време харале у Турској. 
Тако је Алексинац био предстража за улазак у Европу.
Здраствени карантин се сматра зачетником здравствене заштите у Алексиначком крају а као година његовог оснивања узма се 1836. године.
Прва болница у Алексинцу основана је 1876. године и сматра се зачетником организоване болничке заштите у овом граду. Док су објекти за Опште одељење са породилиштем, Грудно и Заразно одељење били саграђени скоро две деценије касније, 1893. године, па се ова година сматра и годином оснивања Опште болнице у Алексинцу.
Болница је 1880 године имала 30 кревета, и три лекара (од укупно 105 колико их је било у Кнежевини Србији), а дужност окружног лекара III класе у Алексиначком округу обављао је др Ђорђе Димитријевић. Те године у болници је против богиња вакцинисано 2.388 деце.
Болница у 20. веку
Специјалистичке службе и одељења хирургије, гинекологије и интернистичких специјалистичких болести у алаксиначкој болници основане су 1960. године.
У склопу  реорганизације здравственог система у Србији 1960-тиг година 20. века, 1964. године у Алексинцу је формиран Медицински центар од до тада самосталних установа, Дома здравља, Болнице и Апотеке.
Нова зграда болнице изграђена је и усељена 1976. године, а из састав Медицинског центра 1988. године издваја се Апотека.
Здравствени центар као јединствена здравствена установа која обједињује примарну и секундарну здравствену заштиту, у Алексинцу је основан 1992. године. Три године касније  усељена је нова зграда намењена болничкој апотеци и вакцинацијама, као и проширене или реновиране просторије у другим зградама где су оформљене нове службе. Отворен је и амфитеатар за стручне састанке.
Током НАТО бомбардовања Алексинца 1999. године оштећена зграда Дома здравља. 
Болница у 21. веку
Током 2000. године, почело се отклањањем  последице НАТО бомбардовања, које је завршено 2002. године. Зграда је реновирана, ојачана и проширена.
У складу са новим законским прописима у здравству Србије, почетком 2014. године Здравствени центар Алексинац је подељен на две самосталне установе:
- Општу болницу Алексинац,
- Дом здравља Алексинац.

## Делатност
Општа болница Алексинац пружа здравствену заштиту лицима свих узраста оболелих од разних врста болести, и обављање стационарне и специјалистичко-консултативну делатност у службе, у оквиру којих
- Прати здравствено стање становништва и здравствену заштиту у областима за које је основана и преузима и предлаже мере за њихо унапређење;
- Прати и спроводи методе и поступке превенције, дијагностике, лечења и рехабилитације засноване на доказима, а нарочито утврђене стручно-методолошким протоколима;
- Обезбеђује услове за стручно усавршаванје својих запослених и за унапређење организације и услова рада;
- Спроводи мере ради спречавања нежељених компликација и последица при пружању здравствене заштите, као и мере опште сигурности за време боравка грађана у здравственој установи и обезбеђује сталну контролу спровођења ових мера;
- Организује и спроводи мере у случају елементарних и других већих непогода а у оквиру својих делатности врши послове одбране землље који се односе на планирање, организовње, припремање и оспособљавање за рад у случају ратног и ванредног стања и одговорна је за вршење услуга из делатности за коју је регистрована,на нивоу утврђеном плановима одбране и одлукама надлежних органа;
- Организује и спроводи стручно усавршавање здравствених радника, здравствених сарадника и осталих запослених ради унапређења квалитета стручног рада и унутрашнњу проверу тих мера ;
- Организује и спроводи мере сталног унапређења квалитета стручног рада и спроводи његову унутрашњу проверу;
- Спроводи мере ради спречавања нежељених компликација и последица при пружању здравствене заштите, као и мере опште безбедности за време  боравка грађана у Општој болници и обезбеђује сталну контролу ових мера.

## Организација рада
Општа болница у Алексинцу обавља здравствену делатност на секундарном нивоу која обухвата: 
- пријем и збрињавање ургентних стања,
- специјалистичко консултативне прегледе,
- дијагностичку обраду,
- лечење и рехабилитацију

## Организациона структура
Општа болница Алексинац, која обавља стационарну и специјалистичко – консултативну делатност и друге делатности  преко организоване службе за обављање специјалистичко – консултативне и стационарне здравствене делатности и друге делатности организована је на следећи начин:
Управни органи
- Директор
- Управни одбор
- Надзорни одбор

Стручни органи Опште болнице
- Стручни савет
- Стручни колегијум
- Етички одбор
- Комисија за унапређење квалитета рада

Одељења и службе
| - интерне медицине; - хирургије; - пнеумофтизиологије; - неурологије; - дерматовенерологије; - психијатрије; | - ортопедије са трауматологијом; - урологије; - oфтамологије; - оториноларингологије; - педијатрије; | - радиолошке дијагностике - фармацеутске здравствене делатности (болничка апотека); - снабдевање крвљу и крвним продуктима; - лабораторијске дијагностике. - микробиолошке дијагностике; | - гинекологије и акушерства (са неонатологијом) - анестезиологије са реаниматологијом; - физикалне медицине са рехабилитацијом; |

Општа болница у Алексинцу обавља санитетски превоз у друге здравствене установе на вишем (терцијерном) нивоу здравствене делатности.

## Кадровска структура
У алексиначкој болници, ради 262 запослена радника од чега 55 лекара различитих специјалности и 139 медицинских сестара или техничара,  

## Резултати рада
Болница годишње обави:
- преко 140.000 амбулантних прегледа,
- око 470.000  дијагностичких или терапијских услуга,
- око 620.000 лабораторијских анализа.

На стационарном лечењу у 135 лежајева  и пет кревета (у простору дневне болнице на интерном одељењу), годишње се на педијатрији, хирургији са ортопедијом, гинекологији са породилиштем и интерном одељењу збрине око 7.000 пацијената, који током боравка у болници остваре 42.000 болесничких дана.
| Капацитет и коришћење опште болнице Алексинац у 2015. години. | Капацитет и коришћење опште болнице Алексинац у 2015. години. | Капацитет и коришћење опште болнице Алексинац у 2015. години. | Капацитет и коришћење опште болнице Алексинац у 2015. години. | Капацитет и коришћење опште болнице Алексинац у 2015. години. | Капацитет и коришћење опште болнице Алексинац у 2015. години. |
| Број постеља                                                  | Број исписаних болесника                                      | Број дана лечења                                              | Просечна дужина лечења (дани)                                 | Просечна дневна заузетост постеља (%)                         | Обрт болничких постеља                                        |
| ------------------------------------------------------------- | ------------------------------------------------------------- | ------------------------------------------------------------- | ------------------------------------------------------------- | ------------------------------------------------------------- | ------------------------------------------------------------- |
| 137                                                           | 5.729                                                         | 29.628                                                        | 5,2                                                           | 59,3                                                          | 41,8                                                          |